# Max Vincent
Miša Mihajlović (Belgrado, Iugoslávia, 1967 – 2004), mais conhecido pelo seu nome artístico Max Vincent, foi um produtor e cantor sérvio. O artista teve proeminência na cena new wave da então Iugoslávia nos anos 80. Fundou a dupla de synthpop Max & Intro junto a seu amigo e também artista musical Intro Johnnie. Em seu tempo na dupla, Max adquiriu sucesso com o hit "Ostavi Sve" em 1985, chegando a aparecer em programas de TV locais como o Hit Meseca, atingindo posições altas em rádios da região, além de lançar o maxi-single We Design The Future (1985) junto a seu companheiro musical pela gravadora estatal iugoslava PGP RTB. Após o seu falecimento, em 2004, houve o lançamento de duas compilações póstumas, The Future Has Designed Us (2015) e Beograd (2018), ambas pela gravadora independente Discom.

## Vida
Max Vincent nasceu como Miša Mihajlović, em Belgrado, no ano de 1967. Veio de uma família de músicos, se formando num colégio de ginásio que tinha por foco a tal área artística. No início dos anos 80, desenvolveu um interesse pelos sintetizadores. Em 1981, conheceu Johnnie, colega de escola e também interessado em sintetizadores. Começou a trabalhar com ele em 1982, quando adquiriu o nome artístico de Max Vincent e seu amigo, Intro Johnnie. Assinou com a gravadora PGB RTB em 1985 sob a dupla Max & Intro. Seu primeiro single lançado foi a canção "Ostavi Sve", presente no maxi-single We Design The Future, que atingiu reconhecimento no país, sendo mencionada na revista Prekobrojnog časa e, posteriormente, mandada para a rádio Studio B. Quando tocada na rádio, a canção atingiu a posição de número 6 das mais ouvidas, enquanto outra faixa da dupla, "Beogradska devojka", a posição de número 4. Contudo, de acordo com seu contrato, o artista não recebeu nenhum valor pela vendagem de seu primeiro single.
Em 1987, deixou a dupla Max & Intro, continuando a fazer música solo.
O artista se tornou um grande nome ao longo das décadas quando se trata da cena new wave da Sérvia e países vizinhos, especialmente para colecionadores de discos de música eletrônica do Leste Europeu. Seu estilo experimental, obscuro e menos comercial, em contraste com artistas de sua região, lhe rendeu algumas divergências artísticas com músicos com os quais tentou trabalhar. Entretanto, sua criatividade e irreverência o permitiram se firmar como um dos pioneiros na música eletrônica sérvia.

## Carreira musical
- We Design The Future (1985), com Max & Intro[8]
- The Future Has Designed Us (2015)[10][11]
- Beograd (2018)[1][12]